# Aeroportul Saint-Barthélemy–Rémy-de-Haenen
Saint-Barthélemy–Rémy-de-Haenen, anterior (până în 2015) Aeroportul Gustaf III, (IATA: SBH, ICAO: TFFJ) este un aeroport din Saint Barthélemy, Franța ce deservește zona Saint Barthélemy. Aeroportul a fost tranzitat în 2022 de 218.984 de pasageri. A fost deschis în 1984 și numit după Gustav al III-lea al Suediei.
Situat la o altitudine de 15 m, aeroportul dispune de 1 pistă. Este operat de Territorial Council of Saint-Barthélemy⁠(d).

## Infrastructură

### Piste
Aeroportul dispune de o singură pistă. Pista 10/28 are suprafața de beton și dimensiunile 650 m × 18 m. 